# Florian Pavic

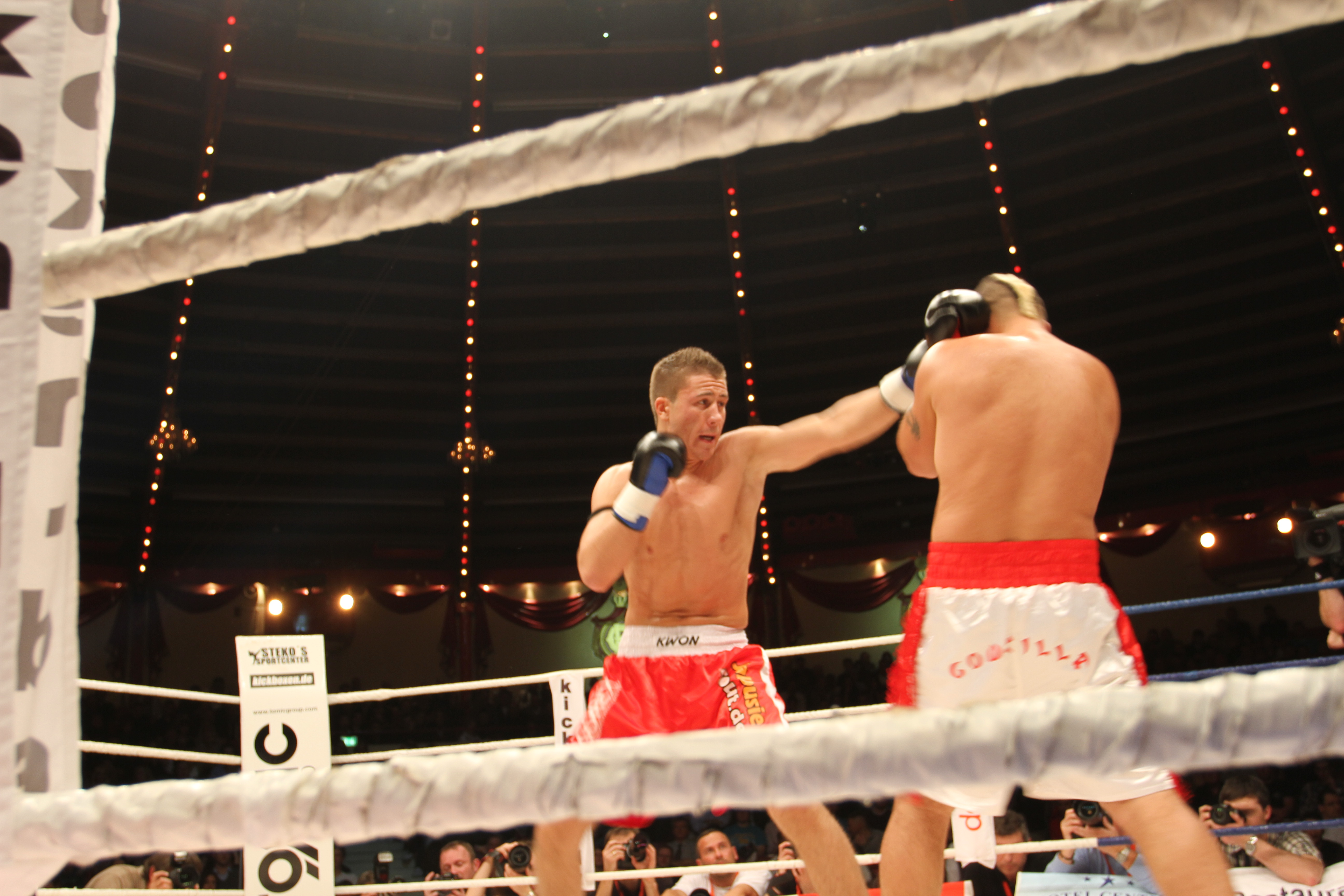
Florian Pavic vs. Yahya Gülay

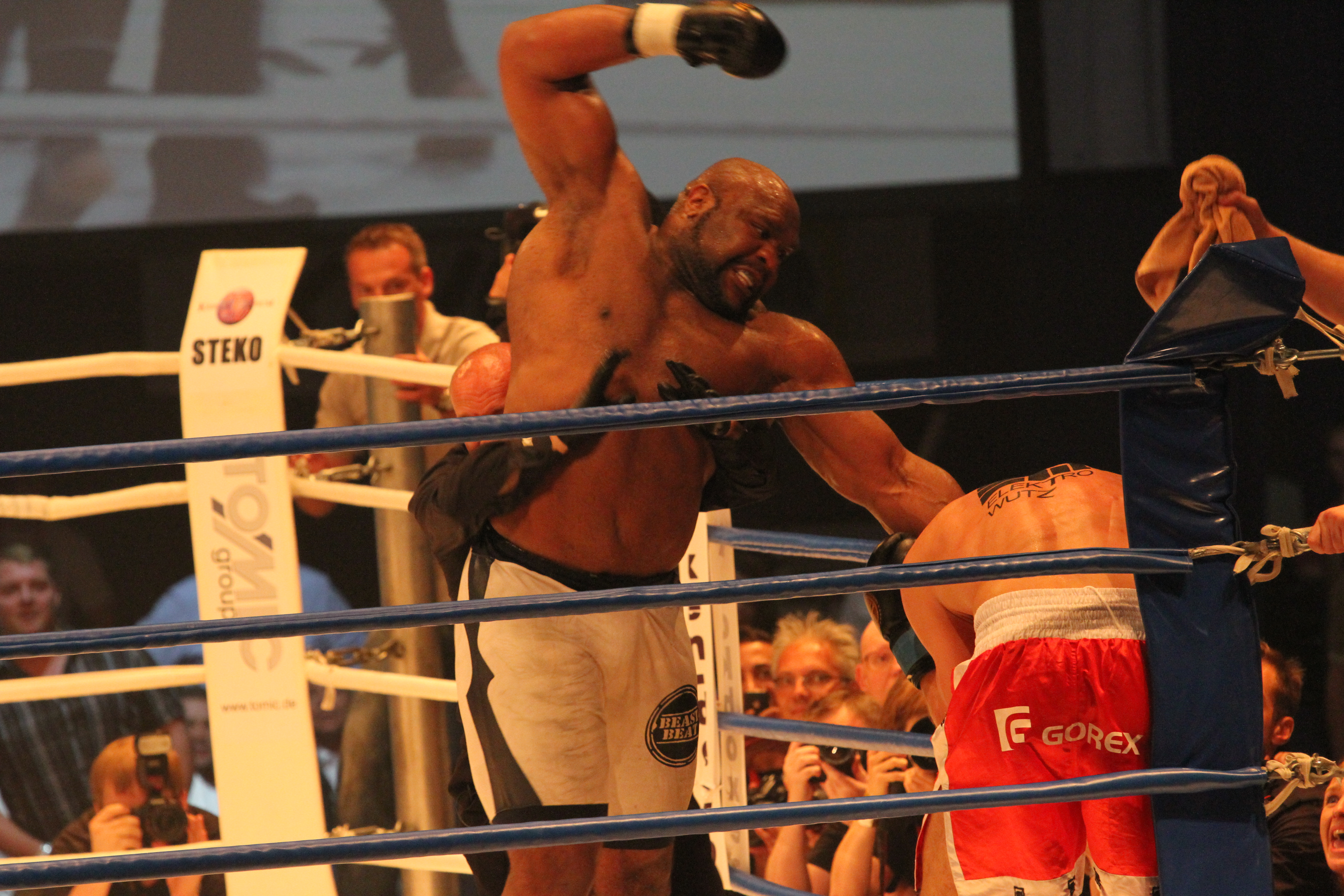
Florian Pavic vs. Bob Sapp

Florian Pavic (* 16. Februar 1986 in München) ist ein ehemaliger deutscher Kickboxer kroatischer Abstammung. Von 2009 bis 2012 war er Profi-Weltmeister der WKA.

## Leben
Florian Pavic fing mit 15 Jahren mit dem Kickboxen in der Kickboxschule Steko in München an. Bereits nach einem Jahr wurde er Deutscher Meister im Amateurbereich. Es folgten der 2. Platz bei den Europameisterschaften 2005 und im Sommer 2007 der Weltmeistertitel im Amateurbereich in Karlsruhe. Von 2007 bis 2012 war Pavic im Profi. Er ist Diplom-Ingenieur der Technischen Physik und machte seinen Master in Micro- und Nanotechnik. Pavic wurde von den beiden Brüdern und ehemaligen Weltmeister Pavlica Steko und Mladen Steko trainiert und gemanagt. Seine Titelkämpfe wurden von Sat.1 im Rahmen der Steko’s Fight Night Live  übertragen.

## Erfolge
Kickboxen (Amateur)
- Internationaler Deutscher Meister 2003, 2005, 2006 und 2007
- Deutscher Pokalsieger 2006
- Vize-Europameister 2005
- Weltmeister 2007

Boxen (Amateur)
- Oberbayerischer Meister 2003 und 2007
- Südbayerischer Meister 2003
- Kroatischer Meister 2005

Kickboxen (Profi)
- Internationaler Deutscher Meister 2006 und 2007 der WKA
- Europameister 2007 und 2008 der WKA
- Weltmeister der WKA seit 2009

## Liste der WM-Profi-Kickboxkämpfe (WKA)
| Tag                | Austragungsort | Runden         | Gegner          | Nation             | Gewichtsklasse | Ergebnis             |
| ------------------ | -------------- | -------------- | --------------- | ------------------ | -------------- | -------------------- |
| 6. März 2009       | München        | 12 × 2 Minuten | Hichem Medukali | Frankreich         | bis 90 kg      | Punktsieg            |
| 15. September 2009 | München        | 12 × 2 Minuten | Imre Török      | Ungarn             | bis 90 kg      | Punktsieg            |
| 19. März 2010      | München        | 12 × 2 Minuten | David Ball      | England            | bis 90 kg      | K.O. in der 3. Runde |
| 12. Dezember 2010  | München        | 5 × 3 Minuten  | Patrik Berger   | Österreich         | bis 95 kg      | Punktsieg            |
| 28. Mai 2011       | München        | 5 × 3 Minuten  | Peter Fiala     | Slowakei           | bis 95 kg      | K.O. in der 3. Runde |
| 26. August 2011    | Karlsruhe      | 5 × 3 Minuten  | Bob Sapp        | Vereinigte Staaten | bis 95 kg      | TKO in der 3. Runde  |
| 16. Dezember 2011  | München        | 5 × 3 Minuten  | Yahya Gülay     | Deutschland        | bis 95 kg      | K.O. in der 3. Runde |
| 2. März 2012       | München        | 5 × 3 Minuten  | Mighty Mo       | Vereinigte Staaten | bis 95 kg      | Punktsieg            |
| 18. Mai 2012       | München        | 5 × 3 Minuten  | Pacome Assi     | Frankreich         | bis 95 kg      | Unentschieden        |
| 28. September 2012 | München        | 5 × 3 Minuten  | Pacome Assi     | Frankreich         | bis 95 kg      | Punktsieg            |